# オイゲン・フォン・ザヴォイエン
オイゲン・フランツ・フォン・ザヴォイエン＝カリグナン（独: Eugen Franz von Savoyen-Carignan, 1663年10月16日 - 1736年4月24日）は、オーストリアに仕えた軍人・政治家。プリンツ・オイゲン（Prinz Eugen）の呼び名で知られる。
サヴォイア家の血を引くフランス生まれの貴族で、サヴォイア公の男系子孫にあたることから、公子（プリンツ）の称号をもって呼ばれた。

## 名前について
日本で一般に知られるオイゲンの名はドイツ語名である。
フランス語ではウジェーヌ＝フランソワ・ド・サヴォワ＝カリニャン（仏: Prince Eugène-François de Savoie-Carignan  発音例）、イタリア語ではエウジェーニオ・フランチェスコ・ディ・サヴォイア＝カリニャーノ（伊: Principe Eugenio Francesco di Savoia-Carignano）となる。
日本では、プリンツはしばしば公または公子と訳されることから「オイゲン公」と呼ばれることもあるが、「公」は前述のように公爵や大公の意味ではないので注意が必要である（日本語には「プリンツ」を正確に表せる訳語が存在しない）。
本項では便宜上、主に活躍した地域の言語であるドイツ語名の「オイゲン」で統一する。
なお、ドイツ海軍とオーストリア＝ハンガリー帝国海軍、イタリア海軍およびイギリス海軍の艦船に、彼の名が命名されたものが存在する（#関連項目）。

## 生涯

### オーストリアへ仕官
1663年、サヴォイア家の分家筋にあたるフランス貴族、ソワソン伯ウジェーヌ・モーリスとオランプ・マンシニの子としてパリで生まれた（一説に、実父はフランス王ルイ14世であったとも）。祖父はサヴォイア公カルロ・エマヌエーレ1世の末子で、後にイタリア王家となるサヴォイア＝カリニャーノ家を興したトンマーゾ・フランチェスコであり、父はその次男であった。母方の大伯父はフランス宰相ジュール・マザランであり、バーデン＝バーデン辺境伯ルートヴィヒ・ヴィルヘルムは父方の従兄で、後に軍人として共に戦った。また、母方の従兄にブルボン家の分家出身のヴァンドーム公ルイ・ジョゼフ・ド・ブルボンがおり、こちらは敵として戦った。
長男ではなかったため伯爵を継げなかったオイゲンは軍人となる道を選んだが（伯位は兄のルイ・トマが継承）、ルイ14世のフランス軍では用いられるところがなかったので、1683年にオーストリアへ渡ってフランス王の宿敵であるハプスブルク家の神聖ローマ皇帝レオポルト1世に仕え、オーストリア軍の将校となった。この時代には軍人が所属を移動することは珍しいことではないが、オイゲンはその生涯を出身国フランスとの戦いに費やす。
オーストリアにおけるオイゲンの軍歴は、1683年の第二次ウィーン包囲に始まったオスマン帝国との戦争（大トルコ戦争）から始まった。長期に渡って続いたこの戦争においてオイゲンはロレーヌ公シャルル5世に従いハンガリー戦線で活躍し、1687年のモハーチの戦いでは騎兵隊を指揮して手柄を上げた。
大同盟戦争ではイタリア戦線で又従兄に当たるサヴォイア公ヴィットーリオ・アメデーオ2世と共にフランス軍と交戦したが、戦争はフランスが有利でオーストリアの他の軍人達が指揮を執っていたこともあり目立った功績は無かったが、1693年に元帥となり、1694年からイタリア方面の指揮権を委譲させられ、戦後の1697年は軍才を認められリュディガー・フォン・シュターレンベルクとルートヴィヒ・ヴィルヘルムの推薦でザクセン選帝侯フリードリヒ・アウグスト1世に代わりトルコ戦線の指揮を執ることになった。フリードリヒ・アウグスト1世は代償としてオーストリアの支援でポーランド王に即位している。
オイゲンは東へ進みティサ川を渡河中のオスマン帝国軍を奇襲、約3万人を溺死させる大勝利を飾り（ゼンタの戦い）、オスマン帝国のドナウ川中流域奪回の最後の試みを挫折に導く。1699年のカルロヴィッツ条約でオーストリアがハンガリー全土を獲得し戦争が終結するまでの間に、オーストリア軍の有力な将軍の1人となっていた。

### ヨーロッパを転戦
1701年、ルイ14世の孫のフェリペ5世が断絶したスペイン・ハプスブルク家の王位を継承しようとしたことにオーストリア・ハプスブルク家が反対し、スペイン領ミラノ公国に派兵したことでスペイン継承戦争が始まると、オイゲンは北イタリア戦線の司令官に就任、フランス軍と交戦した。7月9日、カルピの戦いでフランス軍の将軍ニコラ・カティナを破り、次いでヴィルロワ公率いるフランス軍も9月1日のキアーリの戦いで勝利、翌1702年2月1日のクレモナの戦いでヴィルロワを捕らえる手柄を上げた。しかし、ヴィルロワに代わってイタリア戦線に出向いたヴァンドームにもルッザーラの戦いで勝利したが、オーストリアから財政支援を受けられず苦境に立たされていた。
1703年に陳情のためイタリアはグイード・フォン・シュターレンベルクに任せてウィーンに出向いたが、ライン川方面でバイエルン選帝侯マクシミリアン2世が離反、フランス軍と合流してウィーンを伺う程の勢力を築いたためレオポルト1世から軍事委員会総裁に任命されオーストリアの軍事指揮権を掌握、1704年にライン川方面の戦線でフランス軍と戦い、1704年にはオーストリアの同盟国でイングランドの司令官マールバラ公ジョン・チャーチルの軍と共にフランス・バイエルン連合軍をブレンハイムの戦いで破った。この戦いに続く戦闘で、オイゲンの加わる連合軍はドナウ川流域のフランス軍を壊滅させ、戦争が反フランス同盟側の有利に進む大きな契機となった。
その後、マールバラ公とオイゲンはフランス領への侵攻を図ったが、同盟側の結束の緩みから断念せざるを得なくなり、オイゲンのオーストリア軍はマールバラ公のイングランド軍と別れ、フランス軍が進出していた北イタリアに移動した。1705年にレオポルト1世が亡くなり即位した長男のヨーゼフ1世にも引き続き仕え、友人のヴラティスラフ伯爵と共に戦争を主導していった。
イタリアではヴァンドームが攻勢に出てサヴォイア公国の大半を制圧、トリノも包囲されていた。オイゲンは巻き返しを図ったが、1705年8月16日、カッサーノの戦いでヴァンドームに敗北、翌1706年1月にはフランスからベリック公ジェームズ・フィッツジェームズが援軍に赴きニースを落とし、4月19日にはオイゲンがウィーン滞在中の時にヴァンドームがカルチナートの戦いでオーストリア軍を破るなどイタリア戦線は劣勢のままであった。
ところが、5月23日にラミイの戦いでヴィルロワがマールバラ公に大敗すると状況が一変、8月にヴァンドームがヴィルロワに代わってスペイン領ネーデルラント（現ベルギー、ルクセンブルク）へ送られ、マルサンとオルレアン公フィリップ2世がイタリアに派遣されると、オイゲンは9月7日にヴィットーリオ・アメデーオ2世と共にトリノ包囲中のフランス軍を破り（トリノの戦い）、功績からミラノ総督に任命された。翌1707年3月にミラノも降伏させイタリア戦線からフランス軍を駆逐、同年にナポリもヴィリッヒ・フォン・ダウン率いるオーストリア軍が平定、イタリアはオーストリアの手に入った。5月にトゥーロンを包囲したが落とせず8月に撤退（トゥーロン包囲戦）、11月にミラノ総督を辞任してウィーンへ向かった。
1708年にフランス軍が反攻を開始したため、再びマールバラ公と共同作戦を行ってフランドルに進軍し、ブルゴーニュ公ルイ及びヴァンドームが率いるフランス軍にアウデナールデの戦いで勝利してリールを攻略した（リール包囲戦）。しかし、翌1709年にフランスの将軍ヴィラールとのマルプラケの戦いでは勝利を収めたものの甚大な被害を受け、オイゲン自身も負傷した。
マルプラケの戦いの後、反フランス同盟のフランスに対する攻勢は鈍り、同盟軍は引き続きネーデルラントでフランス軍と戦ったが、1711年にヨーゼフ1世が死去、スペイン王位候補だった弟のカール大公が皇帝カール6世に即位したり、マールバラ公が和平へ進んだイギリス本国の命令で罷免され、1712年7月にマールバラ公の後任のイギリス軍司令官のオーモンド公ジェームズ・バトラーがフランスと和平を結んだイギリス本国の命令で軍を引き上げるなどの行動で苦境に追いやられた。オイゲンはオランダ軍と共に抗戦を続けたが7月24日のドゥナの戦いでヴィラールに敗北したこともあって1713年にイギリス・オランダはユトレヒト条約を締結、残されたオーストリアもフェリペ5世にフランス王位継承権を放棄させた上でスペイン王位継承権を認める条件で和平を結んだ。オイゲンはヴィラールと共に交渉を重ね、1714年3月6日のラシュタット条約締結に尽力した。

### 晩年
オイゲンは、スペイン継承戦争の結果オーストリア領となったネーデルラントの総督となり、後にはイタリアにおけるオーストリア領の副王とされた。1716年に墺土戦争が起こるとオーストリア軍を率いて再びオスマン帝国軍と戦いペーターヴァルダインの戦い、ベオグラード包囲戦で連勝してベオグラードを奪い、全ハンガリーの割譲を認めさせた1718年のパッサロヴィッツ条約締結を実現させた。
1726年にロシア・プロイセンとの同盟締結に尽力、1733年に発生したポーランド継承戦争にも従軍しているが、病気で活躍出来ないまま1735年に終戦を迎えた。この戦争でプロイセン王太子フリードリヒ（後のフリードリヒ2世、大王）がオイゲンの元で従軍している。
その後も生涯をオーストリア軍の将軍として生き続け、かつての功績により政治的にも大きな発言力を有していた。カール6世の長女であるマリア・テレジア大公女の結婚相手にバイエルンや、プロイセンのフリードリヒ王太子を推挙していた。しかし、大公女の結婚相手には、皇帝も息子同然に好意を持ち、大公女とも相思相愛のロレーヌ公フランツ・シュテファンとなった。オイゲンは2人の結婚式には見え透いた口実で欠席した。
1736年に72歳でウィーンで没し、遺骸はシュテファン大聖堂に埋葬された。オイゲンは相続人となる子をもうけなかったので、ウィーンの夏の別邸として足かけ10年をかけて建設し1723年に完成したベルヴェデーレ宮殿をはじめとする莫大な財産はすべてハプスブルク家の所有となった。